# Bryshere Y. Gray
Bryshere Y. Gray alias Yazz The Greatest est un acteur et rappeur américain né le 28 novembre 1993 à Philadelphie. Il joue le rôle d'Hakeem Lyon dans la série Empire créée par Lee Daniels et Danny Strong.

## Carrière
Depuis 2015, Bryshere Y. Gray participe à plusieurs festivals à Philadelphie, notamment au Made in America Festival avec Jay-Z et au Picnic Festival avec le groupe The Roots. Il fait aussi un concert avec la radio Power 99FM.
En 2015, il fait la première partie de certains rappeurs comme 2 Chainz et Fabolous. Il obtient le rôle de Hakeem Lyon dans la série télévisée Empire qui est un succès aux États-Unis et au Canada et signe avec Columbia Records comme artiste solo.

## Affaires judiciaires

### Violence conjugale
Le 13 juillet 2020, Bryshere Y. Gray a été arrêté par la police à Goodyear en Arizona, à la suite d'un incident présumé de violence domestique avec sa femme qui a abouti à une situation de barricade avec la police. Bryshere Y. Gray a ensuite été accusé de voies de fait graves, de violence domestique et de troubles à l'ordre public et condamné à 10 jours de prison et 3 ans de probation à la suite de l'attaque contre sa femme le 24 mai 2021,.

## Filmographie

### Télévision
| Année       | Titre                       | Rôle           | Notes                   |
| ----------- | --------------------------- | -------------- | ----------------------- |
| 2015 – 2020 | Empire                      | Hakeem Lyon    | un des rôles principaux |
| 2017        | The New Edition Story       | Michael Bivins | Rôle principal          |
| 2018        | Honey 4 : Rise Up And Dance | Tyrell         | Rôle principal          |

## Distinctions

### Nominations
17e cérémonie des BET Awards
- 2017: Meilleur acteur : Empire (Nomination)

47e cérémonie des NAACP Image Awards
- 2016: Meilleur second rôle masculin dans une série dramatique : Empire (Nomination)
- 2016: Meilleur nouvel artiste (Nomination)

17e cérémonie des Teen Choice Awards
- 2015: Meilleure Révélation : Empire (Nomination)
- 2015: Meilleure alchimie : casting d'Empire (Nomination)
- 2015: Chanson d'un film ou d'une série : You're So Beautiful avec Jussie Smollett (Nomination)